# Giả thuyết Feit–Thompson
Trong toán học, giả thuyết Feit–Thompson là giả thuyết trong lý thuyết số, được giới thiệu bởi Walter Feit và John G. Thompson (1962). Giả thuyết phát biểu rằng không có hai số nguyên tố phân biệt p và q sao cho
{\displaystyle {\frac {p^{q}-1}{p-1}}} là ước của {\displaystyle {\frac {q^{p}-1}{q-1}}}.
Nếu giả thuyết đúng, nó sẽ giản hoá đi rất nhiều lập luận trong phần cuối của bài chứng minh (Feit & Thompson 1963) định lý Feit–Thompson rằng mọi nhóm hữu hạn có cấp lẻ đều giải được. Dạng mạnh hơn chỉ yêu cầu hai số đó nguyên tố cùng nhau được chứng minh là sai, bài chứng minh đó được đưa bởi Stephens (1971) với ví dụ phản chứng p = 17 và q = 3313 cùng với ước số chung 2pq + 1 = 112643.
Hiện mới biết giả thuyết đúng khi q = 3 (Le 2012).
Sử dụng lập luận xác suất tiên đoán số ngoại lệ "chắc có" của giả thuyết Feit–Thompson rất gần với 0, tức là giả thuyết Feit–Thompson khả năng cao là đúng.